# Gilbert (Minnesota)
Gilbert é uma cidade localizada no estado americano de Minnesota, no Condado de St. Louis.

## Demografia
Segundo o censo americano de 2000, a sua população era de 1847 habitantes.
Em 2006, foi estimada uma população de 1755, um decréscimo de 92 (-5.0%).

## Geografia
De acordo com o United States Census Bureau tem uma área de
32,6 km², dos quais 30,5 km² cobertos por terra e 2,1 km² cobertos por água. Gilbert localiza-se a aproximadamente 467 m acima do nível do mar.

## Localidades na vizinhança
O diagrama seguinte representa as localidades num raio de 12 km ao redor de Gilbert.